# شیبا

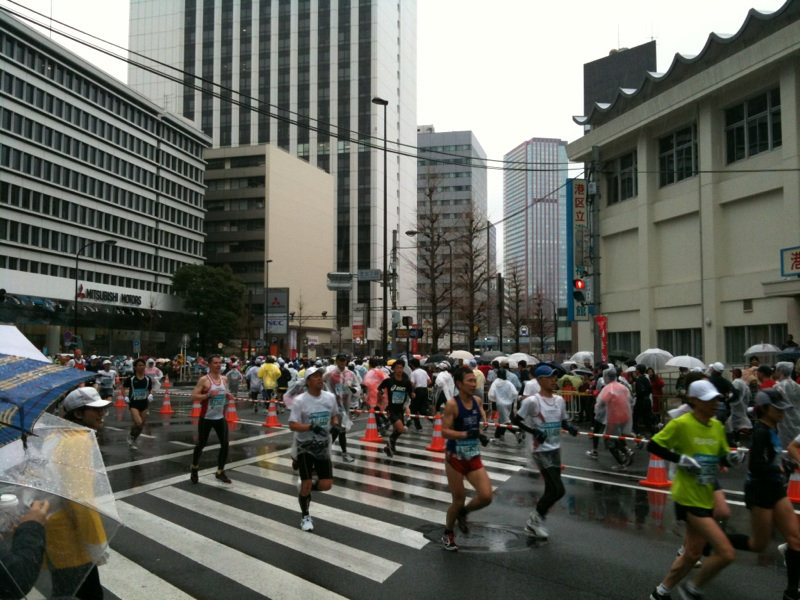
توکیو ماراتون در شیبا

شیبا (به ژاپنی: 芝, Shiba) یکی از محله‌های توکیو پایتخت ژاپن است که در منطقهٔ میناتو واقع شده‌است. 

## ایستگاه راه‌آهن
- جی آر، خط یامانوته، ایستگاه تاماچی
- متروی توئی، خط میتا، ایستگاه میتا